# 질주 (1981년 영화)
질주(Deprisa, Deprisa, Fast, Fast)는 프랑스에서 제작된 카를로스 사우라 감독의 1981년 범죄, 드라마 영화이다. 호세 안토니오 발델로마르 등이 주연으로 출연하였다.
1981년에 제31회 베를린 국제영화제에서 황금곰상을 수상했으며 상업적인 성공을 거두었다.

## 출연

### 주연
- 호세 안토니오 발델로마르
- 베르타 소쿠엘라모스

### 조연
- 안드레 팔콘
- 이베스 바사크
- 알랭 두티

## 제작진
- 의상: 마이키 마린